# Thomas Remengesau
Ne pas confondre avec son fils, Tommy Remengesau
Thomas Ongelibel Remengesau, plus connu sous le nom de Thomas Remengesau, Sr, né le 28 novembre 1929 dans le Koror (Mandat des îles du Pacifique) et mort le 3 août 2019 dans le Koror (Palaos)[réf. nécessaire], est un homme politique paluan.
Il est vice-président de la république des Palaos de 1985 à 1988, président par intérim en 1985, puis à nouveau de 1988 à 1989. Ses deux prédécesseurs sont décédés de mort violente.

## Biographie
Lorsque le président Haruo Remeliik est assassiné en juin 1985, le vice-président Oiterong rentre de New York à Palau le 2 juillet pour prendre ses fonctions. Entre ces dates, le ministre de la Justice, Remengesau, exerce les fonctions de président par intérim jusqu'au 2 juillet 1985.
Il est élu vice-président aux élections législatives spéciales d'août 1985. Après la destitution du président Lazarus Salii en août 1988, il devient président de la République par intérim jusqu'à l'entrée en fonction de Ngiratkel Etpison en janvier 1989.
Il est décédé le 3 août 2019 à l'âge de 89 ans.

### Famille
Remengesau est marié à Ferista Esang Remengesau, première dame des Palaos pendant les brefs mandats de son mari à la présidence. Ils ont huit enfants. Son fils aîné, Tommy Remengesau, est président de la République de 2001 à 2009 et de nouveau en 2013.
Une fille de Thomas Remengesau Sr. et Ferista Esang Remengesau épouse Surangel Whipps Jr., homme d'affaires et sénateur des Palaos, président de la République depuis le 21 janvier 2021.